# 새봄 (작곡가)
새봄(Saevom, 1990년 4월 23일 ~ )은 대한민국의 작곡가이다.

## 음반 목록

### 앨범
- 새봄, 01 소품집 `어느새 봄` (2016)

| # | 곡명                               |  |
| - | ---------------------------------- |  |
| 1 | 서른 밤째 (Album Ver.) (With 한올) |  |
| 2 | 어느새 봄 (With 변흥수)            |  |
| 3 | 그늘 (With 설경)                   |  |
| 4 | 고백 (lullaby) (Vocal 이민혁)      |  |

- 새봄, 02 소품집 `당신이 두고간 가을` (2016)

| # | 곡명                            |
| - | ------------------------------- |
| 1 | 우린 (piano.ver) (vocal 한올)   |
| 2 | 당신이 두고간 가을 (vocal 설경) |
| 3 | 우리가 있었어 (vocal 임소정)    |
| 4 | 너는 바람 (Vocal 홀리)          |
| 5 | 밤 열한시 (vocal 임소정)        |
| 6 | 여울져오네 (vocal 천석만)       |

### 싱글
- "내 어린 날에" (2014)
- "안녕하니, 나의 달" (2014)
- "우리가 잊고 살았던 작은 것들" (2015)
- "길었던 너와의 연애를 마치고" (2015)
- "봄 여름, 별" (2015)
- "서른 밤째" (2015)
- "꽃, 그대" (2015)
- "취기를 빌려" (2015)
- "우린" (2016)
- "여울져오네" (2016)
- "나의 작은 너에게" (2017.03.31)
- "네가 선인장이라도"(2017.06.29)
- "너로 짙은 밤"(2017.09.30)
- "오지 않을 너에게"(2018.01.06)

### 참여
- 이민혁 - "너와 나의 별이야기" (2016, 작사·작곡으로 참여)